# تصفيات كأس العالم 1966
شارك ما مجموعه 72 فريقًا في التصفيات المؤهلة لكأس العالم 1966، حيث تنافسوا على إجمالي 16 مركزًا في البطولة النهائية، تأهلت إنجلترا، بصفتها الدولة المضيفة، والبرازيل، حاملة اللقب، تلقائيًا، تاركة 14 مركزًا مفتوحًا للمنافسة.